# Gnobian
Con el nombre de Gnobian se conocen diferentes distribuciones de GNU/Linux basadas en Gnome como entorno de escritorio y Debian Linux como sistema operativo, normalmente en sus últimas versiones.

## Distribuciones
Existen distintas distribuciones Gnobian:
- GnuLinEx.
- Guadalinex.
- Gnome2-live Distribución (LiveCD) creada para demostrar las posibilidades de Metadistros (enlace roto disponible en Internet Archive; véase el historial, la primera versión y la última). y de Gnome. (Patrocinada por la Universidad de Las Palmas de Gran Canaria e Hispalinux)
- gnUAMix (patrocinado por la Universidad Autónoma de Madrid) y Guadalinex (patrocinado por la Junta de Andalucía), dos distribuciones en CDVivos en español, es decir, que se pueden ejecutar sin necesidad de instalarlas en el disco duro. Opcionalmente se puede instalar en el disco duro
- Gnoppix, otro LiveCD de carácter internacional.
- Lliurex, una distribución de la Generalidad valenciana.
- Ubuntu, distribución de Canonical Ltd.